# Jean Lafitte
Jean Lafitte (ca. 1780 – ca. 1825) var slavehandler, smugler og pirat, og han opererede i den Mexicanske Golf i begyndelsen af 1800-tallet, men han var også krigshelt, og bliver den dag i dag fejret i Louisiana for sin indsats i Slaget om New Orleans.

## Baggrund
Man ved ikke meget om Lafittes baggrund. Alene de nedenstående links giver adskillige, forskellige forslag. Et gæt på, at han var født omkring 1780 er det nærmeste, man kan komme hans fødselsdag, og det er kun fordi han beskrives som værende først i tyverne, da han dukkede op i New Orleans i 1803. På samme måde er det usikkert, hvor han egentlig var født. Han fortalte selv af og til, at han var født i Frankrig af adelige forældre, og at hans forældre var blevet henrettet under revolutionen. Ved andre lejligheder fortalte han, at han var flygtet fra det spanske styre i Caribien. Disse to historier behøver ikke nødvendigvis at være i modstrid med hinanden, men sikre er ingen af dem. Nogle historikere mener, at hans særdeles store kendskab til sumpene og marskområderne i det sydlige Louisiana, må være tegn på, at han faktisk er vokset op i området.
Man ved dog, at en række familier med navne som Lafitte, Lafette og La Fite flyttede til Louisiana fra Santo Domingo, men denne udlægning kompliceres af, at Lafitte som oftest selv stavede sit efternavn Laffite, og den stavemåde kendes ikke fra Santo Domingo. I denne artikel er anvendt den gængse stavemåde.
Mange af de historier, der i dag eksisterer om Lafitte er givetvis myter, men nogle historiske kendsgerninger har man dog.

## Lafitte i New Orleans
Lafitte dukkede op i New Orleans i 1803, hvor han åbnede en grovsmedje sammen med sin bror, Pierre, der efter nogles mening var den virkelige hjerne bag Lafittes organisation. Specielt for en simpel grovsmed var, at Lafitte talte fire sprog. Foruden fransk og engelsk, talte han spansk og italiensk. Under dække af virksomheden som grovsmed, organiserede Lafitte smugleri, slavehandel, sortbørsvirksomhed, og han holdt sig heller ikke tilbage for at plyndre skibe i rum sø. Dette gav ham tilnavnet "Terroren fra Den Mexicanske Golf".

### William Claiborne
Efter USA's køb af Louisiana-territoriet (Louisiana-købet) i 1803 sendte USA William C. C. Claiborne til New Orleans som guvernør. Franskmændene i området brød sig ikke meget om at være blevet "amerikanere", og det gik til dels ud over Claiborne. Forholdet blev ikke bedre af, at Claiborne satte sig for at fjerne det franske præg fra byen. Det havde selv ikke spanierne forsøgt i den tid, New Orleans var spansk. De franske og spanske indbyggere i området var derfor stærkt utilfredse med Claiborne. På den anden side brød Claiborne sig ikke om de lokales store handel med smuglere og slavehandlere, som fx Jean Lafitte.
Claiborne havde selv haft en forbløffende karriere. Som 19-årig havde han afsluttet et jurastudium og åbnet sin egen advokat-forretning. Som 21 årig blev han udnævnt til dommer i Tennessees Højesteret. Han trak sig dog fra posten allerede et år senere, hvor han blev valgt ind i USA's kongres. Som 26-årig blev han udnævnt til guvernør over Mississippi-territoriet, og i 1803, som 28-årig, blev han så guvernør i Louisiana-territoriet. I 1806 blev han gift med sin anden hustru, (den første var død under en af de mange epidemier af gul feber, der hærgede New Orleans), og ifølge visse kilder, var det nogenlunde på dette tidspunkt, at hans "fejde" med Jean Lafitte for alvor startede. Årsagen skulle være, at Lafitte havde forsøgt (ifølge visse kilder med held), at forføre guvernørens hustru. Om historien har noget på sig vides ikke med sikkerhed, men det er en kendsgerning, at Lafitte var kendt som dameven i byen. Han udkæmpede således flere dueller på grund af sine affærer med gifte kvinder. Dueller var ret almindelige i New Orleans og det sydlige USA i denne periode. Også Claiborne duellerede; blandt andet blev han alvorligt såret i en duel i West Florida i 1807. Der er dog ingen overlevering om, at Claiborne og Lafitte nogensinde skulle have duelleret mod hinanden.

## Lafitte og krigen mod England
I 1812 udbrød der krig mellem England og USA. Engelske tropper fra Canada invaderede Illinois og Michigan, og amerikanerne frygtede at de tillige ville gøre landgang fra Den Mexicanske Golf. Det fik Claiborne til at udstede en arrestordre på Jean Lafitte, med den begrundelse at der var fare for, at Lafitte og hans pirater ville hjælpe englænderne. Forbrydelsen som Lafitte officielt blev anklaget for, var dog smugleri. Det lykkedes Lafitte at undslippe i første omgang, og han fortsatte sit smugleri og sørøveri i månedsvis, mens han opbyggede sit eget "kongerige" på øen Barataria i sumpene syd for New Orleans. Til sidst blev han dog fanget ved et tilfælde nær øen Grand Terre, og bragt tilbage til New Orleans, hvor han blev sat i fængsel. Allerede næste dag blev der betalt kaution, og Lafitte blev sat på fri fod, men han kom ikke tilbage til sin retssag. Til gengæld fortæller historien, at Lafitte holdt auktion over smuglergods i en af byens kirker, mens myndighederne ventede på ham på domhuset.
I 1813 tilbød Claiborne en dusør på $500 til den, der fangede Lafitte og bragte ham til New Orleans. Men Lafitte blev på Barataria. Claiborne sendte en styrke til øen, med formål at opkræve skat hos Lafitte, men styrken blev bestukket med store gaver, så det kom der ikke noget ud af. Oven i købet hyrede Lafitte i 1814 en vis John R. Grymes, til at tale sin sag overfor myndighederne. Lafitte "bevilgede" Grymes $10.000 til en kampagne, der skulle overbevise regeringen om, at Lafitte aldrig ville samarbejde med englænderne. Denne ansættelse overraskede Claiborne, ikke mindst fordi Grymes siden 1812 havde været og fortsat var statsadvokat (District Attorney) for Louisiana-territoriet, og dermed en af guvernørens nærmeste medarbejdere. Grymes forlod dog sin post, og begyndte at arbejde for Lafitte.
Senere samme år kom der meddelelse om, at engelske tropper have indtaget Washington og at Det Hvide Hus var brændt ned. Præsidenten var på flugt og en stor engelsk flådestyrke var på vej mod New Orleans. Flådestyrken lagde til ved Barataria og man forsøgte at overtale Lafitte et at føre tropperne gennem sumpen, under trusler om at ødelægge hans by, hvis han nægtede. Lafitte udbad sig 14 dages betænkningstid. Han sendte bud til Claiborne om, at han ville gå i amerikansk tjeneste, hvis regeringen ville indstille forfølgelsen af ham. Som svar på henvendelsen sendte Claiborne en stor styrke til øen, men i stedet for at samarbejde med Lafitte, bombarderede de byen og ødelagde den totalt. 50 mænd blev taget til fange, men Lafitte og resten af hans styrke undslap i sumpene.
På dette tidspunkt var generalmajor Andrew Jackson på vej til New Orleans med en troppestyrke, der skulle undsætte byen, og Lafitte sendte bud til Jackson, for at tilbyde sin hjælp. I første omgang blev hjælpen afvist, men efter at Lafitte og Jackson havde mødtes personligt, skiftede Jackson mening. Da selve slaget om New Orleans blev udkæmpet den 8. januar 1815, deltog Lafitte med en styrke, der efter flere kilder talte ikke mindre end 1.000 mand, på amerikanernes side i kampen mod englænderne. Andre kilder hævder, at Lafitte primært hjalp med våben og ammunition. Efter få timers kamp bad englænderne om fred. Da havde de over 2.000 døde og sårede mod amerikanernes 71!
Jackson opfordrede efter slaget præsident James Madison til at benåde Jean Lafitte, hvilket han gjorde. Det betød at Jean Lafitte igen kunne vende tilbage til New Orleans, hvor han blev modtaget som en helt, og fik tilnavnet "Helten fra New Orleans".
I 1816 begyndte der at opstå rygter om, at Lafitte havde genoptaget sit sørøveri. Sandsynligvis var rygterne ikke helt grundløse, og i 1817 forlod Lafitte byen. Det samme gjorde i øvrigt guvernør Claiborne, som blev valgt til USA's senat. Her nåede han dog kun at sidde knap 10 måneder inden han døde den 3. november, kun 42 år gammel. Claiborne ligger i dag begravet på Metaire Cemetery i New Orleans forstaden Metairie.

## Lafitte i Galveston
Lafitte slog sig ned på Galveston Island ud for kysten af det nuværende Texas, dengang Mexico. Her, i byen Galveston, købte han et hus, der tidligere havde tilhørt en fransk sørøver, Louis-Michel Aury. Førstesalen i bygningen indrettede han som fort, med kanoner, der kunne beskyde hele havnen. Med dette hus som hovedkvarter, skabte Lafitte et nyt pirat- og smugler "kongerige". I 1820 blev han muligvis gift med Madeline Regaud, men der er ikke noget sikkert bevis for dette ægteskab. I 1821 kom et amerikansk krigsskib til Galveston for at fjerne Lafitte fra området. Tilsyneladende havde et af Lafittes skibe angrebet et amerikansk handelsskib. Lafitte valgte at forlade Galveston Island frivilligt, og i 1822 nedbrændte han selv bebyggelsen og forlod området. Det er den sidste bekræftede information man har om Jean Lafitte.

## Myter
Der går som nævnt adskillige myter om Jean Lafitte. Nogle af disse er sandsynligvis sande, men de kan ikke bekræftes i dag, mens andre netop er myter, der er opstået senere.
Blandt de myter, der sandsynligvis er sande er, at Lafitte ifølge eget udsagn aldrig plyndrede amerikanske skibe. Han betragtede sig selv som amerikansk kaper, ikke som pirat, og det ville derfor have været forræderi at angribe amerikanere. Hvis denne myte er sand, kunne det forklare hvorfor Lafitte indvilgede i at forlade Galveston frivilligt, efter at en af hans kaptajner havde angrebet et amerikansk skib. Havde han haft viden om dette angreb på forhånd, og havde han ønsket det, kunne han med lethed have forsvaret sig. Amerikanerne sendte kun en enkelt brig til Galveston, og Lafitte havde adskillige skibe, foruden sit befæstede hus. Nogle kilder mener dog, at Lafitte faktisk blev fordrevet med magt.
En anden myte, som ligeledes kan vær sand, er, at da guvernør Claiborne i 1813 lod sætte plakater op med oplysning om den udlovede dusør på $500 for Lafitte, blev disse fjernet i løbet af få dage og erstattet af nye plakater, hvor Lafitte udlovede en dusør på $1.500 til den, der fangede guvernør Claiborne og bragte ham til Barataria. Styrken, som Claiborne sendte til Barataria for at opkræve skat, blev efter sigende indkvarteret hos Lafitte, hvor de blev beværtet fyrsteligt. De blev der så længe, at guvernøren troede at de var blevet myrdet.
En myte, der derimod ikke kan bekræftes, er at Lafitte under en middag med en kvinde, udkæmpede tre dueller uafhængigt af hinanden, med mænd, der fornærmede enten ham selv, eller kvinden som han spiste med.
Også om Lafittes skat findes der rygter. Han skulle efter sigende have haft en meget stor formue i guld, sølv og ædelstene, som han i følge nogle legender skulle have gemt i sumpene omkring Galveston. En anden historie fortæller at han forlod Galveston med alle sine skatte, og at skattene gik til bunds med hans skib, Pride. Også i Louisiana fortælles der historier om Lafittes nedgravede skatte, ikke mindst i Lake Charles, hvor der faktisk fejres en årlig festival til ære for Lafitte og den skat, der ligger begravet i området. En helt anden historie går ud på, at Jean Lafittes skat i virkeligheden er identisk med den berømte Beale Treasure, som man har søgt efter i Virginia i mere end 100 år.

## Lafittes endeligt
Er Jean Lafittes oprindelse hyldet i mystik, gælder ikke mindre hans endeligt. Det eneste man ved med sikkerhed er, at han forlod Galveston i 1822. Visse kilder mener at hans skib gik ned, kort efter at han forlod havnen, og at han altså døde i 1822. Andre kilder fortæller at skibet sank ud for Yucatan halvøens kyst i 1825 eller 1826. Indbyggerne på Barataria fortæller at Lafitte efter at have forladt Galveston, vendte tilbage til øen, hvor han boede resten af sit liv. Andre historier fortæller, at han vendte tilbage til USA efter at have forladt Galveston, og at han giftede sig i Charleston i South Carolina omkring 1825. Der er også historier om, at han levede under falsk navn med sin familie i St. Louis, Missouri indtil 1840'erne.
Eftersom ingen ved hvor og hvornår Lafitte døde er der også mange historier om, hvor han ligger begravet. Blandt andet skulle han være begravet på Sankt Helena sammen med Napoleon, som han skulle have kæmpet med i årene efter den franske revolution. Denne historie er nok usandsynlig med mindre det i virkeligheden ikke er Napoleon, der ligger i dennes grav i Invalidekirken i Paris. Desuden skulle Lafitte have været meget ung, soldat, hvis han havde deltaget i nogle af Napoleons felttog før 1803. Eller muligvis have været ældre end man antager i dag.
Enkelte kilder mere at vide, at Lafitte ligger begravet på Yucatán halvøen, og på Barataria mener man, at han ligger i en umærket på grav på øens kyst eller i en umærket grav på kirkegården ved landsbyen Lafitte. Ifølge historien, der er gengivet ovenfor, skulle han ligge begravet i St. Louis, og en anden historie lader ham være begravet i byen Alton i Illlinois. Der er altså nok af muligheder.

## Jean Lafittes dagbog
I 1950'erne dukkede et manuskript op, som blev påstået at være Lafittes dagbog. Ifølge dette skiftede han navn efter sin påståede død i 1820'erne og flyttede rundt i USA indtil han endte i St. Louis.
Der foregår fortsat mange diskussioner om ægtheden af dette dokument. Dokumentet er håndskrevet, men desværre kendes der ikke mange bevisligt ægte skriftlige kilder fra Lafittes hånd. Mest sandsynlige er to korte dokumenter, der findes i staten Texas' arkiver, men selv disse er omdiskuterede, og de er ikke lange nok til at foretage en pålidelig håndskriftssammenligning.
Prøver af papiret fra "dagbogen" viser, at dette er fremstillet i 1800-tallet. Dagbogen er skrevet på fransk, og fortæller blandt andet at Jean Lafitte på mødrene side skulle være af jødisk afstamning. For ægtheden taler blandt andet, at det var ret almindeligt at sørøvere foregav deres egen død, for derefter at leve under påtaget navn, når de "indstillede deres karriere", men der er altså langt fra enighed om ægtheden af manuskriptet.

## Spor af Jean Lafitte i dag
Det meste af det sydlige Louisiana er i dag en stor nationalpark. Denne kaldes Jean Lafitte National Historical Park and Preserve, og omfatter flere forskellige "sites". Herunder blandt andet French Quarter i New Orleans og Barataria Preserve ved Bayou Barrataria syd for byen. Her ligger blandt andet to små byer, nemlig fiskerlejerne Jean Lafitte og Lafitte. Begge byer er i dag turistattraktioner. I byen Chalmette lige øst for New Orleans, hvor slaget om New Orleans fandt sted, findes gaden Jean Lafitte Street.
I Bourbon Street i New Orleans ligger et gammelt hus, der nu er indrettet som bar. Dette skulle efter sigende være Lafittes gamle grovsmedje.

## Udvalgt litteratur
- Lafitte the Pirate, Lyle Saxon
- Jean Lafitte, Prince of Pirates, Jack C. Ramsay
- The Pirate Lafitte and the Battle of New Orleans, Robert Tallant

## Eksterne links
- Jean Lafitte: Gentleman Pirate of New Orleans Arkiveret 31. oktober 2006 hos  hos Archive.is
- Searching for the Real Jean Lafitte
- Jean Lafite Arkiveret 14. december 2005 hos  Wayback Machine
- Handbook of Texas, online